# Liste der denkmalgeschützten Objekte in Burgschleinitz-Kühnring
Die Liste der denkmalgeschützten Objekte in Burgschleinitz-Kühnring enthält die 61 denkmalgeschützten, unbeweglichen Objekte der Gemeinde Burgschleinitz-Kühnring.

## Denkmäler
| Foto |                 | Denkmal                                                                                       | Standort                                                       | Beschreibung | Metadaten |
| ---- | --------------- | --------------------------------------------------------------------------------------------- | -------------------------------------------------------------- | --- | --- |
| ja   | Datei hochladen | Schloss Wisent HERIS-ID: 58756 Objekt-ID: 69572                                               | Amelsdorf 1 Standort KG: Amelsdorf                             | Das Schloss Wisent, eine zweigeschoßige Anlage mit vier Flügeln, ist von einem Graben umgeben. Errichtet 1571 auf Resten eines mittelalterlichen Vorgängerbaus, dient es seit 1755 als Gutshof des Stiftes Altenburg. | BDA-Hist.: Q2244223 Status: § 2a Stand der BDA-Liste: 2025-06-30 Name: Schloss Wisent GstNr.: 300, 301, 306 Schloss Wisent                                                                                             |
| ja   | Datei hochladen | Ortskapelle Amelsdorf HERIS-ID: 49460 Objekt-ID: 53181 marterl.at: 14323                      | neben Amelsdorf 13 Standort KG: Amelsdorf                      | Die Kapelle mit eingezogener Rundapsis, Satteldach und vorgestelltem Westturm mit Zwiebelhelm wurde 1879 erbaut. Kapelle und Turm sind mit Spitzbogenfenstern ausgestattet. Über dem Turmportal befindet sich eine Figurennische mit einer Sandsteinpietà aus der ersten Hälfte des 19. Jahrhunderts. Der Altar mit urnenbekrönten Säulen und polychromierten Seitenfiguren eines heiligen Bischofs und eines Mönchs mit Kreuz stammt vom Anfang des 19. Jahrhunderts. Das Altarbild der Maria Immaculata in Engelglorie wurde in der zweiten Hälfte des 19. Jahrhunderts gemalt. Der Triumphbogen hat hölzerne Putti aus der zweiten Hälfte des 18. Jahrhunderts. Das Orgelwerk stammt aus der Zeit um 1780. Die Glocke wurde 1744 von Ferdinand Vötterlechner gegossen. | BDA-Hist.: Q38033981 Status: § 2a Stand der BDA-Liste: 2025-06-30 Name: Ortskapelle Amelsdorf GstNr.: 21 Ortskapelle Amelsdorf                                                                                         |
| ja   | Datei hochladen | Figurenbildstock heiliger Donatus HERIS-ID: 31897 Objekt-ID: 28915                            | neben Am Berg 7 Standort KG: Burgschleinitz                    | Nördlich beim Schafferhof steht eine toskanische Säule mit einer Figur des hl. Donatus. Sie stammt aus der Mitte des 18. Jahrhunderts und ist mit „17.4“ bezeichnet. | BDA-Hist.: Q37945050 Status: § 2a Stand der BDA-Liste: 2025-06-30 Name: Figurenbildstock heiliger Donatus GstNr.: 1285                                                                                                 |
| ja   | Datei hochladen | Burg Burgschleinitz HERIS-ID: 33728 Objekt-ID: 31448                                          | Burgstraße 1 Standort KG: Burgschleinitz                       | Die dreiflügelige Anlage mit Walmdächern stammt aus der zweiten Hälfte des 16. Jahrhunderts. Die Fassade ist glatt. Die Fenster haben teilweise profilierte Steingewände und gekehlte Sohlbänke. | BDA-Hist.: Q2240461 Status: Bescheid Stand der BDA-Liste: 2025-06-30 Name: Burg Burgschleinitz GstNr.: 199 Schloss Burgschleinitz                                                                                      |
| ja   | Datei hochladen | Wohnhaus, ehemalige Schmiede HERIS-ID: 33730 Objekt-ID: 31450                                 | Hauptplatz 4 Standort KG: Burgschleinitz                       | Das Wohnhaus Hauptplatz 4 (ehemals Burgschleinitz 55), eine ehemalige Mühle, wurde Mitte des 18. Jahrhunderts erbaut. Das Haus hat einen geschwungenen Giebel. | BDA-Hist.: Q37953636 Status: Bescheid Stand der BDA-Liste: 2025-06-30 Name: Wohnhaus, ehemalige Schmiede GstNr.: 77 |
| ja   | Datei hochladen | Karner HERIS-ID: 57718 Objekt-ID: 67996                                                       | gegenüber Kirchengasse 1 Standort KG: Burgschleinitz           | Über einem romanischen Kern in der Sockelzone wurde Anfang des 15. Jahrhunderts ein gotischer Rundbau mit steilem steinernen Kegeldach und abschließender (erneuerter) Kreuzblume errichtet. Die Fassade ist durch Halbrunddienste gegliedert. Das Spitzbogenportal hat eine profilierte Laibung. | BDA-Hist.: Q1277036 Status: § 2a Stand der BDA-Liste: 2025-06-30 Name: Karner GstNr.: 1 Karner Burgschleinitz |
| ja   | Datei hochladen | katholische Pfarrkirche heiliger Michael HERIS-ID: 49581 Objekt-ID: 53452                     | bei Kirchengasse 1 Standort KG: Burgschleinitz                 | Die Pfarrkirche von Burgschleinitz besteht aus einem romanischen, ab 1728 barockisierten Langhaus, einem spätgotischen Westturm und einem eingezogenen, frühgotischen Chor. Im 12. Jahrhundert diente sie als Eigenkirche der Herren von Schleunz. 1223 war sie Sitz eines Dekanats. Heute gehört sie zum Dekanat Horn. | BDA-Hist.: Q1738300 Status: § 2a Stand der BDA-Liste: 2025-06-30 Name: katholische Pfarrkirche heiliger Michael GstNr.: 2 Pfarrkirche Burgschleinitz                                                                   |
| ja   | Datei hochladen | Friedhof HERIS-ID: 31894 Objekt-ID: 28906                                                     | bei Kirchengasse 1 Standort KG: Burgschleinitz                 | Der Friedhof von Burgschleinitz ist von einer Bruchsteinmauer umgeben. An der Ostseite ist er durch ein rundbogiges Portal zugänglich. Darauf befindet sich eine mit 1883 bezeichnete und von einer Vase flankierte Immaculata-Figur. Ein rundbogiges Steinportal im Norden trägt eine Kreuzigungsgruppe vom Ende des 17. Jahrhunderts, mit flankierenden, Wappenschilder tragenden Engeln und ist außerdem mit Rosettenbesatz und Girlandengehängen sowie einem Cherubkopf im Keilstein dekoriert. Der Kreuzsockel ist mit 1674 bezeichnet. Die Inschrift „1884“ am Johannessockel ist möglicherweise das Datum der Renovierung. Am Friedhof befinden sich mehrere, zum Teil eingemauerte barocke Grabsteine mit Reliefs. Diese stellen unter anderem die Mater dolorosa, einen Gnadenstuhl und die Kreuzigung dar. Auf einem hohen Sockel erhebt sich ein steinernes Friedhofskreuz aus der zweiten Hälfte des 18. Jahrhunderts. | BDA-Hist.: Q37945021 Status: § 2a Stand der BDA-Liste: 2025-06-30 Name: Friedhof GstNr.: 1 Friedhof Burgschleinitz |
| ja   | Datei hochladen | ehemalige Volksschule HERIS-ID: 49580 Objekt-ID: 53451                                        | Schulgasse 4 Standort KG: Burgschleinitz                       | Die ehemalige Volksschule hat ein Steingewändeportal mit Oberlicht und Flachbogenbekrönung. Das Bogenfeld trägt die Bezeichnung 1875. | BDA-Hist.: Q38034736 Status: Bescheid Stand der BDA-Liste: 2025-06-30 Name: ehemalige Volksschule GstNr.: 99 |
| ja   | Datei hochladen | ehemaliger Pfarrhof HERIS-ID: 33729 Objekt-ID: 31449                                          | Schulgasse 9 Standort KG: Burgschleinitz                       | Der ehemalige Pfarrhof von Burgschleinitz liegt südwestlich unterhalb der Pfarrkirche St. Michael. Er ist mit der Kirche durch einen gedeckten Aufgang verbunden. Der barocke, zweigeschoßige und dreiflügelige Bau stammt im Kern aus dem 16./17. Jahrhundert und wurde 1768 umgebaut. Das Dach ist an der Eingangsfront abgewalmt. Die Fassade ist durch Lisenen und Kordongesims gegliedert. Die fünfachsige Eingangsfront hat ein vorgestelltes Portal mit Steingewände und darüber einen Volutengiebel mit der Inschrift 1768. Zu den weiteren Merkmalen zählen die barocken Fensterkörbe und Reste von Fassadenmalereien. Das Innere wurde seit der Bauzeit verändert. Im Keller befindet sich ein Tonnengewölbe mit Stichkappen. Einige Räume sind kreuzgratgewölbt. Ein Flur im Obergeschoß verfügt über ein Platzlgewölbe. Im Süden grenzt ein Hof mit Wirtschaftsgebäuden an. Im Norden steht ein zweigeschoßiger Schüttkasten. Dieser wurde Anfang des 17. Jahrhunderts erbaut und verfügt über Steingewändefenster und Quadermalerei an der Südseite. Die Wirtschaftsgebäude und ein großer Garten sind von einer Bruchsteinmauer eingefasst. Die Hofeinfahrt mit geradem, profiliertem Sturz und gemauerten Pfeilern mit profilierten Platten und Vasenaufsätzen stammt vom Ende des 18. Jahrhunderts. | BDA-Hist.: Q37953627 Status: Bescheid Stand der BDA-Liste: 2025-06-30 Name: ehemaliger Pfarrhof GstNr.: 34 |
| ja   | Datei hochladen | Pest-/Dreifaltigkeitssäule HERIS-ID: 31895 Objekt-ID: 28912                                   | bei Schulgasse 9 Standort KG: Burgschleinitz                   | Die in der Nähe des alten Pfarrhofs auf einem prismatischen Sockel stehende Säule mit der Figurengruppe Dreifaltigkeit ist mit 1836 bezeichnet. | BDA-Hist.: Q37945031 Status: § 2a Stand der BDA-Liste: 2025-06-30 Name: Pest-/Dreifaltigkeitssäule GstNr.: 1064 |
| ja   | Datei hochladen | Höhensiedlung Heidenstatt HERIS-ID: 112319 Objekt-ID: 130461                                  | Standort KG: Burgschleinitz                                    | An der Heidenstatt wurden umfangreiche archäologische Funde völkerwanderungszeitlicher Höhensiedlungen gemacht. Anmerkung: Die Höhensiedlung erstreckt sich über die Gemeinden Burgschleinitz-Kühnring und Maissau. | BDA-Hist.: Q37830440 Status: Bescheid Stand der BDA-Liste: 2025-06-30 Name: Höhensiedlung Heidenstatt GstNr.: 925/1, 925/2, 928, 929, 930, 931                                                                         |
| ja   | Datei hochladen | Figurenbildstock heiliger Sebastian HERIS-ID: 31896 Objekt-ID: 28914                          | Standort KG: Burgschleinitz                                    | Eine schlanke toskanische Säule mit der Figur des hl. Sebastian erhebt sich auf einem reliefierten Sockel. Das Sockelrelief mit einer Darstellung der hl. Rosalia ist mit 1686 bezeichnet. Die Säule wurde 1988 aus Zogelsdorf an diesen Standort versetzt. | BDA-Hist.: Q37945041 Status: § 2a Stand der BDA-Liste: 2025-06-30 Name: Figurenbildstock heiliger Sebastian GstNr.: 1063/3                                                                                             |
| ja   | Datei hochladen | Figurenbildstock heiliger Johannes Nepomuk HERIS-ID: 31898 Objekt-ID: 28916                   | Standort KG: Burgschleinitz                                    | An der Brücke zur Burg steht auf hohem, geschwungenem Sockel auf einer Wolkenbank die Figur des Heiligen aus der Mitte des 18. Jahrhunderts. | BDA-Hist.: Q37945059 Status: § 2a Stand der BDA-Liste: 2025-06-30 Name: Figurenbildstock heiliger Johannes Nepomuk GstNr.: 1065                                                                                        |
| ja   | Datei hochladen | Bildstock HERIS-ID: 31901 Objekt-ID: 28919 marterl.at: 12036                                  | Standort KG: Burgschleinitz                                    | Das mit 1829 bezeichnete Steinkreuz hat einen abgefasten Schaft. | BDA-Hist.: Q37945068 Status: § 2a Stand der BDA-Liste: 2025-06-30 Name: Bildstock GstNr.: 1216 |
| ja   | Datei hochladen | Ortskapelle Buttendorf HERIS-ID: 49582 Objekt-ID: 53454                                       | neben Buttendorf 8 Standort KG: Buttendorf                     | Die Ortskapelle von Buttendorf wurde in der ersten Hälfte des 19. Jahrhunderts und im Jahr 1975 renoviert. Die runde Apsis an der Südseite hat flachbogige Fenster. Der Dachreiter an der Nordseite wird von einem Pyramidenhelm bekrönt. Der flach gedeckte Innenraum ist mit einem Stuckrelief Auge Gottes dekoriert. Das polychromierte Holzkruzifix stammt aus der Zeit um 1700. Eine ebenfalls polychromierte Holzfigur Äbtissin stellt vermutlich Gertrud von Nivelles dar und stammt aus der ersten Hälfte des 18. Jahrhunderts. | BDA-Hist.: Q38034752 Status: § 2a Stand der BDA-Liste: 2025-06-30 Name: Ortskapelle Buttendorf GstNr.: 22 |
| ja   | Datei hochladen | Schloss Harmannsdorf HERIS-ID: 34041 Objekt-ID: 31934                                         | Harmannsdorf 1 Standort KG: Harmannsdorf                       | Um einen quadratischen Hof ist ein zweigeschoßiger vierkantiger Bau aus dem frühen 17. Jahrhundert angeordnet, der um 1760 barockisiert wurde und von einem tiefen ehemaligen Wassergraben umgeben ist. | BDA-Hist.: Q2241435 Status: Bescheid Stand der BDA-Liste: 2025-06-30 Name: Schloss Harmannsdorf GstNr.: 1 Schloss Harmannsdorf                                                                                         |
| ja   | Datei hochladen | Schüttkasten/Schlosstheater HERIS-ID: 34042 Objekt-ID: 31935                                  | Harmannsdorf 6 Standort KG: Harmannsdorf                       | Der ehemalige Schüttkasten von Schloss Harmannsdorf ist ein dreigeschoßiges Gebäude aus dem 17. Jahrhundert mit Eckquaderung und hohen Volutengiebeln, welche Figuren der hll. Donatus und Florian tragen. Im 18. Jahrhundert wurde er zu einem barocken Schlosstheater umgestaltet. | BDA-Hist.: Q64765041 Status: Bescheid Stand der BDA-Liste: 2025-06-30 Name: Schüttkasten/ Schlosstheater GstNr.: 61 Schloss Harmannsdorf - granary                                                                     |
| ja   | Datei hochladen | Ortskapelle Harmannsdorf HERIS-ID: 49865 Objekt-ID: 54122                                     | gegenüber Harmannsdorf 25 Standort KG: Harmannsdorf            | Die Ortskapelle von Harmannsdorf wurde 1769 erbaut und 1827 wiederhergestellt. Der schlichte Bau hat eine eingezogene, halbrunde Apsis und einen Westturm mit rundbogigen Schallfenstern, der von einem Pyramidenhelm mit abschließendem Patriarchenkreuz bekrönt wird. Der Kapellenraum verfügt über ein Satteldach, profiliertes Traufgesims, Rundbogenfenster mit gerauteten Kämpfern und einen Rosettenkeilstein. Der Innenraum ist mit einer Stuckatur „Auge Gottes“, einem Ölbild des hl. Florian aus der ersten Hälfte des 18. Jahrhunderts und einem seitlich stehenden Leuchterengel aus der Mitte des 18. Jahrhunderts ausgestattet. | BDA-Hist.: Q38036577 Status: § 2a Stand der BDA-Liste: 2025-06-30 Name: Ortskapelle Harmannsdorf GstNr.: 55 |
| ja   | Datei hochladen | Hausanlage, ehemaliges Postamt HERIS-ID: 49863 Objekt-ID: 54120                               | Harmannsdorf 36 Standort KG: Harmannsdorf                      | Das ehemalige Postamt von Harmannsdorf ist ein ebenerdiges Gebäude mit hohem Walmdach und spätbarockem Steingewändeportal mit flachbogiger Oberlichte. Zum Wirtschaftstrakt führt eine pfeilergerahmte Einfahrt. Das Platzlgewölbe im Inneren wurde um 1800 geschaffen. Der Giebel Richtung Buttendorfer Keller ist flach geschwungen und einen trägt einen Volutenaufsatz. Darunter befindet sich ein profiliertes Schulterbogenportal aus dem dritten Drittel des 18. Jahrhunderts. | BDA-Hist.: Q38036567 Status: Bescheid Stand der BDA-Liste: 2025-06-30 Name: Hausanlage, ehemaliges Postamt GstNr.: 102                                                                                                 |
| ja   | Datei hochladen | Bildstock Rosalienkapelle HERIS-ID: 58753 Objekt-ID: 69569                                    | Standort KG: Harmannsdorf                                      | Die Rosalienkapelle nordwestlich des Ortes ist ein konkav geschwungener Bau aus dem zweiten Viertel des 18. Jahrhunderts mit geschwungenem Giebel, der von der Figurengruppe Gnadenstuhl abgeschlossen wird. Im Giebel befindet sich eine Nische mit der Figur der hl. Rosalia, seitlich Figuren der hll. Rochus und Sebastian, die auf die erste Hälfte des 18. Jahrhunderts datiert werden. | BDA-Hist.: Q38084647 Status: § 2a Stand der BDA-Liste: 2025-06-30 Name: Bildstock Rosalienkapelle GstNr.: 145 |
| ja   | Datei hochladen | Bildstock HERIS-ID: 31924 Objekt-ID: 28951                                                    | Standort KG: Harmannsdorf                                      | Beim südöstlichen Rondell des Schlossparks steht ein in der zweiten Hälfte des 17. Jahrhunderts errichteter Tabernakelpfeiler mit abgefastem Schaft und Steinkreuz. | BDA-Hist.: Q37945142 Status: § 2a Stand der BDA-Liste: 2025-06-30 Name: Bildstock GstNr.: 174 |
| ja   | Datei hochladen | Burg Kühnring HERIS-ID: 112218 Objekt-ID: 130290                                              | bei Kühnring 1 Standort KG: Kühnring                           | Von der in der 1. Hälfte des 12. Jahrhunderts erbauten Stammburg der Kuenringer sind heute nur mehr Fragmente erhalten. | BDA-Hist.: Q1012785 Status: Bescheid Stand der BDA-Liste: 2025-06-30 Name: Burg Kühnring GstNr.: 1/1, 1/2, 1/3, 2/1, 2/4, 2/7, 3/1, 3/2, 4, 15/2, 20/1, 20/2, 21/1, 21/2, 22/1, 22/2, 24, 1593/6, 1593/8 Burg Kühnring |
| ja   | Datei hochladen | Kalvarienberg HERIS-ID: 58754 Objekt-ID: 69570                                                | gegenüber Kühnring 1 Standort KG: Kühnring                     | Auf mächtigen Mauerresten der ehemaligen Kuenringerburg steht die Figurengruppe Kalvarienberg aus dem Jahre 1732, Bildhauer Jakob Seer. | BDA-Hist.: Q64513003 Status: § 2a Stand der BDA-Liste: 2025-06-30 Name: Kalvarienberg GstNr.: 2/1 Pfarrkirche hll. Philipp und Jakob, Kühnring                                                                         |
| ja   | Datei hochladen | Pfarrhof HERIS-ID: 50099 Objekt-ID: 54715                                                     | Kühnring 3 Standort KG: Kühnring                               | Der Pfarrhof nordöstlich der Kirche ist ein ebenerdiger Bau mit durch Putzbänder gegliederter Fassade und profilierten Fenstergewänden. Zwischen segmentbogenbekrönten Pilastern öffnet sich ein steingerahmtes Barockportal, davor ein inschriftlich mit 1726 bezeichnetes Doppeladlerwappen. Vor dem Haus stehen ebenso wie an der Toreinfahrt gemauerte Pfeiler mit Pinienzapfen und Vasen aus dem 18. Jahrhundert. | BDA-Hist.: Q38038038 Status: § 2a Stand der BDA-Liste: 2025-06-30 Name: Pfarrhof GstNr.: 14/1 |
| ja   | Datei hochladen | Bildstock HERIS-ID: 32009 Objekt-ID: 29043                                                    | bei Kühnring 5 Standort KG: Kühnring                           | Die Tabernakelsäule mit bekrönendem Steinkreuz und Marienfigur im Tabernakel stammt vermutlich aus der zweiten Hälfte des 17. Jahrhunderts. | BDA-Hist.: Q37945553 Status: § 2a Stand der BDA-Liste: 2025-06-30 Name: Bildstock GstNr.: 1593/14 |
| ja   | Datei hochladen | Figurenbildstock Gnadenstuhl HERIS-ID: 32008 Objekt-ID: 29042                                 | gegenüber Kühnring 24 Standort KG: Kühnring                    | Aus dem Jahre 1860 stammt die Figurengruppe Gnadenstuhl auf toskanischer Säule, die von einer Steinbalustrade umgeben ist. | BDA-Hist.: Q37945543 Status: § 2a Stand der BDA-Liste: 2025-06-30 Name: Figurenbildstock Gnadenstuhl GstNr.: 1594/1 |
| ja   | Datei hochladen | Figurenbildstock Maria Immaculata HERIS-ID: 31986 Objekt-ID: 29019                            | neben Kühnring 39 Standort KG: Kühnring                        | Eine Maria Immaculata erhebt sich auf einer toskanischen Säule über einem Quadersockel aus dem Jahre 1902. | BDA-Hist.: Q37945433 Status: § 2a Stand der BDA-Liste: 2025-06-30 Name: Figurenbildstock Maria Immaculata GstNr.: 1594/9                                                                                               |
| ja   | Datei hochladen | Karner HERIS-ID: 31934 Objekt-ID: 28963                                                       | Kühnring 78 Standort KG: Kühnring                              | Der Karner am Friedhof von Kühnring ist ein romanischer zweigeschoßiger Rundbau aus dem 13. Jahrhundert mit Kegeldach, Laterne aus Holz und Zwiebelhaube bekrönt von einem Patriarchenkreuz aus dem 19. Jahrhundert. Frühgotisches Stufenportal. | BDA-Hist.: Q64513000 Status: § 2a Stand der BDA-Liste: 2025-06-30 Name: Karner GstNr.: 1/2 Karner Kühnring |
| ja   | Datei hochladen | Friedhof christlich HERIS-ID: 31938 Objekt-ID: 28968                                          | bei Kühnring 78 Standort KG: Kühnring                          | Das Friedhofsportal aus dem Jahre 1683 hat eine Balustrade, die seitlich von Vasen und Kugeln bekrönt wird. Im Friedhof verschiedene barocke Grabsteine aus dem 18. Jahrhundert und der Karner. | BDA-Hist.: Q64513001 Status: § 2a Stand der BDA-Liste: 2025-06-30 Name: Friedhof christlich GstNr.: 1/3 Pfarrkirche hll. Philipp und Jakob, Kühnring                                                                   |
| ja   | Datei hochladen | Kath. Pfarrkirche hll. Philipp und Jakob HERIS-ID: 50100 Objekt-ID: 54716                     | Kühnring 78 Standort KG: Kühnring                              | Die Kirche ist ein romanischer Bau, der durch zahlreiche Aus- und Umbauten vermutlich aus einer von Azzo von Gobatsburg, dem Stammvater der Kuenringer, im Jahre 1083 erbauten späteren Burgkapelle entstanden ist. | BDA-Hist.: Q2322891 Status: § 2a Stand der BDA-Liste: 2025-06-30 Name: Kath. Pfarrkirche hll. Philipp und Jakob GstNr.: 1/1 Pfarrkirche hll. Philipp und Jakob, Kühnring                                               |
| ja   | Datei hochladen | Ortskapelle Matzelsdorf HERIS-ID: 50210 Objekt-ID: 54947                                      | gegenüber Matzelsdorf 12 Standort KG: Matzelsdorf              | Die Ortskapelle von Matzelsdorf liegt im Westen des Ortes leicht erhöht. Sie wurde 1744 urkundlich erwähnt und 1978 restauriert. Der gewestete Bau mit östlichem Dachreiter und halbkreisförmigem Schluss hat profilierte Rundbogenfenster aus dem zweiten Viertel des 18. Jahrhunderts und über dem Portal eine Nische mit Georgsfigur auf Kartuschensockel aus derselben Epoche. Der Innenraum ist kreuzgratgewölbt und mit einer Altarnische mit einer überarbeiteten polychromierten Gnadenstuhl-Gruppe vom Anfang des 18. Jahrhunderts ausgestattet. Die Glocke wurde 1744 von Ferdinand Vötterlechner gegossen. | BDA-Hist.: Q38038763 Status: § 2a Stand der BDA-Liste: 2025-06-30 Name: Ortskapelle Matzelsdorf GstNr.: 81 Ortskapelle Matzelsdorf                                                                                     |
| ja   | Datei hochladen | Bildstock HERIS-ID: 32010 Objekt-ID: 29045 marterl.at: 12034                                  | Standort KG: Matzelsdorf                                       | Der barocke Tabernakelpfeiler aus Sandstein, der sich im Zentrum von Matzelsdorf über einer quadratischen Sockelplatte erhebt, wurde 1696 gestiftet, 1768 erneuert und 1997 renoviert. Der vierseitige gefaste Schaft wird oben von einer gekehlten Kragenplatte abgeschlossen, die einen einseitig geöffneten Tabernakelaufsatz trägt. In der Nische an der Vorderseite ist eine kleine Figur des hl. Florian zu sehen. An der linken und rechten Seite des Tabernakels sind leere flachbogige Nischen angedeutet, an der Rückseite ist die Inschrift des Stifters zu lesen. Die Spitze bildet eine gekehlte Dachplatte mit einem hohen Steinkruzifix, das im Kreuzungspunkt der Balken eine Reliefdarstellung des Herzens Jesu zeigt. | BDA-Hist.: Q37945562 Status: § 2a Stand der BDA-Liste: 2025-06-30 Name: Bildstock GstNr.: 53 |
| ja   | Datei hochladen | Bildstock HERIS-ID: 32012 Objekt-ID: 29047 marterl.at: 12164                                  | Standort KG: Matzelsdorf                                       | Nördlich des Ortes steht ein Pfeiler mit Steinkreuzaufsatz, profiliertem Schaft und einem zwischen profilierten Platten liegenden Tabernakel mit Reliefs (Christus am Kreuz, hl. Sebastian, Maria Dolorosa, hl. Antonius). Er wurde in der zweiten Hälfte des 17. Jahrhunderts errichtet und trägt außerdem eine inschriftliche Bezeichnung mit der Jahreszahl 1813. | BDA-Hist.: Q37945575 Status: § 2a Stand der BDA-Liste: 2025-06-30 Name: Bildstock GstNr.: 137 |
| ja   | Datei hochladen | Figurenbildstock Christus in der Rast HERIS-ID: 32013 Objekt-ID: 29048                        | Standort KG: Matzelsdorf                                       | Nordöstlich des Ortes steht die große Steinfigur Christus in der Rast aus der ersten Hälfte des 18. Jahrhunderts. Auf dem prismatischen Postament ist auf einem Relief das Schweißtuch der Veronika und die Jahreszahl 1808 zu sehen. | BDA-Hist.: Q37945584 Status: § 2a Stand der BDA-Liste: 2025-06-30 Name: Figurenbildstock Christus in der Rast GstNr.: 135                                                                                              |
| ja   | Datei hochladen | Pfarrhof HERIS-ID: 50468 Objekt-ID: 55482                                                     | Reinprechtspölla 36 Standort KG: Reinprechtspölla              | Der Pfarrhof ist ein vierflügeliger zweigeschoßiger Bau aus dem 14. Jahrhundert, der durch eine Erweiterung im Jahre 1660 sein heutiges Aussehen erhalten hat und 1756 barockisiert wurde. Zu seinen Merkmalen zählen die Fassadengliederung durch Putzparapeten und Lisenen, Fensterverdachungen und Sohlbänke. Er hat ein Rechteckportal mit gebrochenem Giebel und figuralem Relief. | BDA-Hist.: Q2082486 Status: § 2a Stand der BDA-Liste: 2025-06-30 Name: Pfarrhof GstNr.: 113 |
| ja   | Datei hochladen | katholische Pfarrkirche heiliger Pankraz HERIS-ID: 50469 Objekt-ID: 55483                     | neben Reinprechtspölla 36 Standort KG: Reinprechtspölla        | Die Pfarrkirche St. Pankraz ist ein vermutlich aus einer Schlosskapelle hervorgegangener Kirchenbau, der 1706 barockisiert wurde. | BDA-Hist.: Q2322299 Status: § 2a Stand der BDA-Liste: 2025-06-30 Name: katholische Pfarrkirche heiliger Pankraz GstNr.: 121                                                                                            |
| ja   | Datei hochladen | ehemaliger Friedhof HERIS-ID: 32016 Objekt-ID: 29054                                          | Reinprechtspölla 36 Standort KG: Reinprechtspölla              | Der ehemalige Friedhof bei der Kirche verfügt über zahlreiche Grabsteine und Figuren aus dem 18. Jahrhundert. | BDA-Hist.: Q64512986 Status: § 2a Stand der BDA-Liste: 2025-06-30 Name: ehemaliger Friedhof GstNr.: 113, 117, 119, 120                                                                                                 |
| ja   | Datei hochladen | Schüttkasten HERIS-ID: 32015 Objekt-ID: 29053                                                 | neben Reinprechtspölla 37 Standort KG: Reinprechtspölla        | Westlich vom Pfarrhof befindet sich ein zweigeschoßiger ehemaliger Schüttkasten aus der ersten Hälfte des 18. Jahrhunderts mit platzlgewölbtem Untergeschoß. | BDA-Hist.: Q37945603 Status: § 2a Stand der BDA-Liste: 2025-06-30 Name: Schüttkasten GstNr.: 113 |
| ja   | Datei hochladen | Figurenbildstock Maria Immaculata HERIS-ID: 32019 Objekt-ID: 29057                            | Reinprechtspölla 41, in der Nähe Standort KG: Reinprechtspölla | Eine Maria-Immaculata-Figur, bezeichnet mit „1880“, steht auf einer toskanischen Säule im Ort. | BDA-Hist.: Q37945646 Status: § 2a Stand der BDA-Liste: 2025-06-30 Name: Figurenbildstock Maria Immaculata GstNr.: 579                                                                                                  |
| ja   | Datei hochladen | Kriegerdenkmal HERIS-ID: 32017 Objekt-ID: 29055                                               | vor Reinprechtspölla 59 Standort KG: Reinprechtspölla          | Das neoklassizistische Kriegerdenkmal aus den 1920er-Jahren hat eine dorische Tempelfassade und in der Mitte eine Rundbogennische, flankiert von Reliefs zu beiden Seiten. | BDA-Hist.: Q37945624 Status: § 2a Stand der BDA-Liste: 2025-06-30 Name: Kriegerdenkmal GstNr.: 42 |
| ja   | Datei hochladen | Figurenbildstock heiliger Johannes Nepomuk HERIS-ID: 32018 Objekt-ID: 29056 marterl.at: 11944 | gegenüber Reinprechtspölla 61 Standort KG: Reinprechtspölla    | Aus der Mitte des 18. Jahrhunderts stammt die auf einem profilierten Podest über einem dreistufigen Sockel stehende Figur des hl. Johannes Nepomuk. | BDA-Hist.: Q37945635 Status: § 2a Stand der BDA-Liste: 2025-06-30 Name: Figurenbildstock heiliger Johannes Nepomuk GstNr.: 35                                                                                          |
| ja   | Datei hochladen | Bildstock HERIS-ID: 32020 Objekt-ID: 29058 marterl.at: 12037                                  | Standort KG: Reinprechtspölla                                  | Westlich des Ortes steht ein quadratischer Pfeiler aus dem 17. Jahrhundert mit einem mächtigen, würfelförmigen, gemauerten Tabernakel, das von einer gemauerten Pyramide und einem Schmiedeeisenkreuz bekrönt wird. | BDA-Hist.: Q37945656 Status: § 2a Stand der BDA-Liste: 2025-06-30 Name: Bildstock GstNr.: 662 |
| ja   | Datei hochladen | Schwedenkreuz HERIS-ID: 32021 Objekt-ID: 29059                                                | Standort KG: Reinprechtspölla                                  | Das stark verwitterte Schwedenkreuz aus dem 17. Jahrhundert befindet sich westlich des Ortes. | BDA-Hist.: Q37945667 Status: § 2a Stand der BDA-Liste: 2025-06-30 Name: Schwedenkreuz GstNr.: 542/2 |
| ja   | Datei hochladen | Bildstock HERIS-ID: 32022 Objekt-ID: 29060                                                    | Standort KG: Reinprechtspölla                                  | Der abgefaste, etwa vier Meter hohe barocke Granitpfeiler steht auf einem quadratischen Sockel an der nördlichen Ausfahrt von Reinprechtspölla. Er hat eine gekehlte Kragenplatte, die ein quaderförmiges Tabernakel trägt. Dieses öffnet sich an zwei nebeneinanderliegenden Seiten zu einer Nische. Die beiden anderen Seiten verfügen über flache Nischenfelder, wovon eines die Stifterinschrift von 1686 umrahmt. Über der gekehlten Deckplatte erhebt sich ein Steinkreuz mit eingraviertem Blumenschmuck an den ankerförmigen Enden. Im Kreuz sind das Christusmonogramm „IHS“ und ein Herz mit drei Schwertern zu sehen. | BDA-Hist.: Q37945689 Status: § 2a Stand der BDA-Liste: 2025-06-30 Name: Bildstock GstNr.: 846 |
| ja   | Datei hochladen | Ortskapelle heiliger Donatus HERIS-ID: 50510 Objekt-ID: 55565 marterl.at: 14290               | gegenüber Sachsendorf 4 Standort KG: Sachsendorf               | Die Ende des 18. Jahrhunderts errichtete Ortskapelle von Sachsendorf, dem hl. Donatus geweiht, hat eine eingezogene Halbkreisapsis und profilierte Rundbogenfenster mit Keil- und Kämpfersteinen. Westlich wurde in der zweiten Hälfte des 19. Jahrhunderts ein Turm vorgebaut, bekrönt von einem Pyramidenhelm über rundbogigen Schallfenstern. Innen befindet sich ein rundbogiger Triumphbogen und an der Flachdecke ein geschwungenes Medaillon mit Christusmonogramm (IHS). Zur Einrichtung zählt ein säulengerahmter marmorierter Altar aus der Zeit um 1680 mit einem Altarbild des hl. Donatus in Glorie, flankiert von kleinen polychromierten Figuren der Heiligen Florian und Leopold. In der geschwungenen Giebelkrönung sind auf Holz gemalte Bildnisse der Dreifaltigkeit mit seitlichen Engelfiguren zu sehen. Zur Ausstattung zählen auch mehrere Leinwandbilder: Maria Dreieichen (18. Jahrhundert); hll. Sebastian, Rochus und Rosalia (3. Drittel 18. Jahrhundert); Maria Immaculata von Engeln umgeben (3. Viertel 18. Jahrhundert). Die Bänke stammen aus der zweiten Hälfte des 18. Jahrhunderts. | BDA-Hist.: Q38040498 Status: § 2a Stand der BDA-Liste: 2025-06-30 Name: Ortskapelle heiliger Donatus GstNr.: 11 Ortskapelle hl. Donatus, Sachsendorf                                                                   |
| ja   | Datei hochladen | Burgruine HERIS-ID: 58758 Objekt-ID: 69574                                                    | Sachsendorf 14, in der Nähe Standort KG: Sachsendorf           | Die Burg Sachsendorf wurde gegen Ende des 15. Jahrhunderts von ungarischen Truppen zerstört und nicht wieder aufgebaut. Heute sind nur noch wenige Mauerreste erhalten. Archäologische Funde belegen, dass die Baugeschichte bis in die Mitte des 10. Jahrhunderts zurückreicht. | BDA-Hist.: Q1013795 Status: § 2a Stand der BDA-Liste: 2025-06-30 Name: Burgruine GstNr.: 17/7, 17/8 Burg Sachsendorf                                                                                                   |
| ja   | Datei hochladen | Figurenbildstock heiliger Donatus HERIS-ID: 32023 Objekt-ID: 29063                            | südlich Sachsendorf 22 Standort KG: Sachsendorf                | Auf einem hohen Sockel kniet eine mit 1721 bezeichnete Statue des hl. Donatus. | BDA-Hist.: Q37945700 Status: § 2a Stand der BDA-Liste: 2025-06-30 Name: Figurenbildstock heiliger Donatus GstNr.: 422                                                                                                  |
| ja   | Datei hochladen | Bildstock HERIS-ID: 32024 Objekt-ID: 29064 marterl.at: 12041                                  | Standort KG: Sachsendorf                                       | Am nördlichen Ortsausgang steht ein Tabernakelpfeiler mit erneuertem, abgefasten Schaft und Steinkreuz mit Reliefs (Kruzifix und hl. Michael). Das Denkmal trägt die Inschrift Amelsdorfer Gmain 1688. | BDA-Hist.: Q37945709 Status: § 2a Stand der BDA-Liste: 2025-06-30 Name: Bildstock GstNr.: 241/1 |
| ja   | Datei hochladen | Figurenbildstock Gnadenstuhlgruppe HERIS-ID: 32025 Objekt-ID: 29067                           | neben Sonndorf 7 Standort KG: Sonndorf                         | Der spätbarocke Gnadenstuhl im Norden von Sonndorf wurde laut Inschrift im Jahre 1744 errichtet und 1803 renoviert. | BDA-Hist.: Q37945719 Status: § 2a Stand der BDA-Liste: 2025-06-30 Name: Figurenbildstock Gnadenstuhlgruppe GstNr.: 606                                                                                                 |
| ja   | Datei hochladen | Schloss/Gutshof Zogelsdorf HERIS-ID: 59548 Objekt-ID: 70941                                   | Zogelsdorf 10 Standort KG: Zogelsdorf                          | Das zweigeschoßige Objekt stammt im Kern aus dem 16./17. Jahrhundert und wurde mehrfach verändert. An der Südfront befindet sich ein Balkon auf Konsolen mit Pultdach auf zwei toskanischen Säulen und plastischem Rankenwerk auf dem Hauptpfosten der Balustrade. | BDA-Hist.: Q1373510 Status: Bescheid Stand der BDA-Liste: 2025-06-30 Name: Schloss/ Gutshof Zogelsdorf GstNr.: 112 Schloss Zogelsdorf                                                                                  |
| ja   | Datei hochladen | Figurenbildstock heiliger Donatus HERIS-ID: 32030 Objekt-ID: 29075                            | Zogelsdorf 19, westlich an der L1234 Standort KG: Zogelsdorf   | Auf einem Tabernakelpfeiler mit abgefastem reliefierten Schaft aus dem Jahre 1776 steht die Figur des hl. Donatus. Der Tabernakel ist mit 1687 bezeichnet. | BDA-Hist.: Q37945756 Status: § 2a Stand der BDA-Liste: 2025-06-30 Name: Figurenbildstock heiliger Donatus GstNr.: 290                                                                                                  |
| ja   | Datei hochladen | Schüttkasten HERIS-ID: 35360 Objekt-ID: 34114                                                 | Zogelsdorf 21 Standort KG: Zogelsdorf                          | Der Schüttkasten, ein ehemaliger Gutshof, ist ein zweigeschoßiges Gebäude mit Walmdach und profiliertem Traufgesims. Er hat im Erdgeschoß profilierte Steingewändefenster und ein Segmentbogenportal aus dem 17. Jahrhundert mit profilierter, gekehlter Laibung. Einfahrt und Erdgeschoßräume sind von Stichkappentonnen überwölbt. | BDA-Hist.: Q37963647 Status: Bescheid Stand der BDA-Liste: 2025-06-30 Name: Schüttkasten GstNr.: 64 |
| ja   | Datei hochladen | Figurenbildstock Maria Immaculata HERIS-ID: 32029 Objekt-ID: 29074 marterl.at: 12151          | bei Zogelsdorf 24 Standort KG: Zogelsdorf                      | Maria Immaculata auf ionischer Säule über Sockel mit Inschrift aus der 1. Hälfte des 18. Jahrhunderts. | BDA-Hist.: Q37945746 Status: § 2a Stand der BDA-Liste: 2025-06-30 Name: Figurenbildstock Maria Immaculata GstNr.: 52                                                                                                   |
| ja   | Datei hochladen | Bauernhof (Anlage), Steinmetzmuseum HERIS-ID: 66520 Objekt-ID: 79407                          | Zogelsdorf 25 Standort KG: Zogelsdorf                          | Das ebenerdige ehemalige Steinmetzhaus mit Fassade aus der 1. Hälfte des 19. Jahrhunderts, Korbbogenportal und Walmdach beherbergt ein Steinmetzmuseum. | BDA-Hist.: Q38113230 Status: § 2a Stand der BDA-Liste: 2025-06-30 Name: Bauernhof (Anlage), Steinmetzmuseum GstNr.: 43/1                                                                                               |
| ja   | Datei hochladen | Ortskapelle Zogelsdorf HERIS-ID: 32026 Objekt-ID: 29068 marterl.at: 12862                     | neben Zogelsdorf 25 Standort KG: Zogelsdorf                    | Die Ortskapelle von Zogelsdorf wurde im beginnenden 19. Jahrhundert erbaut. Der Saalbau mit halbrunder Apsis hat einen Westturm mit Eckpilastern im Obergeschoß und Balustern in rundbogigen Schallfenstern. Der Innenraum ist flach gedeckt und mit einer Empore auf toskanischen Säulen ausgestattet. Auf dem Altar sind Lindenholzfiguren der hll. Rochus und Sebastian aus der Mitte des 18. Jahrhunderts zu sehen. Als Figurenpostamente dienen abgefaste Pfeilerstümpfe aus dem 16./17. Jahrhundert mit profilierten Deckplatten. Seitlich der Westfront stehen Sandsteinstatuen der Heiligen Johannes Nepomuk und Florian aus dem Jahr 1817. | BDA-Hist.: Q37945727 Status: § 2a Stand der BDA-Liste: 2025-06-30 Name: Ortskapelle Zogelsdorf GstNr.: 39 Ortskapelle Zogelsdorf                                                                                       |
| ja   | Datei hochladen | Bildstock Jesusknabe HERIS-ID: 32032 Objekt-ID: 29077 marterl.at: 12153                       | bei Zogelsdorf 29 Standort KG: Zogelsdorf                      | Auf einer ausladenden profilierten Deckplatte, die von einem abgekanteten prismatischen Pfeiler getragen wird, steht die Figur des Jesuskindes mit Kreuz und Geißel. Der Pfeiler ist unterhalb der Deckplatte mit „1746 R.V.“ bezeichnet. | BDA-Hist.: Q37945766 Status: § 2a Stand der BDA-Liste: 2025-06-30 Name: Bildstock Jesusknabe GstNr.: 135 |
| ja   | Datei hochladen | Figurenbildstock Maria Dreieichen HERIS-ID: 32033 Objekt-ID: 29078                            | Standort KG: Zogelsdorf                                        | An der Gemeindegrenze zwischen Zogelsdorf und Etzmannsdorf befindet sich eine im Rokoko-Stil ausgeführte Maria-Dreieichen-Pietà aus Sandstein, die vor 1750 vom Inhaber der hiesigen Grundherrschaft, Daniel von Moser, gestiftet wurde. | BDA-Hist.: Q37945776 Status: § 2a Stand der BDA-Liste: 2025-06-30 Name: Figurenbildstock Maria Dreieichen GstNr.: 235                                                                                                  |
| ja   | Datei hochladen | Pest-/Dreifaltigkeitssäule HERIS-ID: 32034 Objekt-ID: 29079                                   | Standort KG: Zogelsdorf                                        | An der Straße nach Reinprechtspölla steht eine komposite Säule mit Dreifaltigkeitsgruppe, bezeichnet mit 1868. | BDA-Hist.: Q37945784 Status: § 2a Stand der BDA-Liste: 2025-06-30 Name: Pest-/Dreifaltigkeitssäule GstNr.: 289/2 |
| ja   | Datei hochladen | Figurenbildstock Maria Dreieichen HERIS-ID: 32035 Objekt-ID: 29080                            | Standort KG: Zogelsdorf                                        | Gegenüber vom Bildstock Jesuskind steht eine Kompositsäule mit Maria-Dreieichen-Gruppe aus der ersten Hälfte des 19. Jahrhunderts. | BDA-Hist.: Q37945791 Status: § 2a Stand der BDA-Liste: 2025-06-30 Name: Figurenbildstock Maria Dreieichen GstNr.: 118                                                                                                  |
| ja   | Datei hochladen | Barbarakapelle HERIS-ID: 50912 Objekt-ID: 56412 marterl.at: 11678                             | Standort KG: Zogelsdorf                                        | Die Kapelle aus dem 18. Jahrhundert mit Glockendach und bekrönendem Steinkreuz verfügt über ein Steingewändeportal mit Segmentbogengiebel und zwei seitliche querovale Fenster. | BDA-Hist.: Q807715 Status: § 2a Stand der BDA-Liste: 2025-06-30 Name: Barbarakapelle GstNr.: 369/2 Barbarakapelle (Zogelsdorf)                                                                                         |